# Loira do Bonfim
A Loira do Bonfim é uma personagem mitológica da cidade de Belo Horizonte.
Ficou conhecida na cidade a lenda de uma mulher loira que conquistava os homens no centro e os convencia a ir à sua casa, no bairro do Bonfim. Ao chegar lá, ela se dirigia ao cemitério e dizia que ali era sua morada. Depois, ela desaparecia.

## Características da Lenda
Eis algumas versões da lenda:
- A loira era na época uma noiva que foi deixada no altar pelo seu noivo no dia do casamento e acabou se suicidando devido a tanta desilusão e vergonha por tudo que ela e sua família tiveram que passar. Desde então, relatos dão conta que ela sempre seduzia os homens, chamava um táxi para levá-lo a sua casa para conhecer lá, ao chegar lá da de cara com o cemitério Bomfim, e desaparece com o homem dentro do cemitério.

- A loira se dizia dona do cemitério no Bomfim e o guardava com unhas e dentes, pois, ela em vida, era muito possessiva e fascinada por bens materiais.

- A loira se dirigiu a uma delegacia, no bairro do Bonfim onde pediu a um policial que a acompanhasse a sua casa. Ao chegar, sua casa seria o próprio cemitério.

- A loira do Bonfim foi uma lenda criada por radialista da época para criar um clima de medo e sensacionalismo.
- A loira pedia carona para taxistas. Quando eles chegavam ao endereço, viam o Cemitério do Bonfim. E lá a loira desaparecia, deixando os homens assustados e curiosos[2].

## Na cultura popular
Na cultura popular, a lenda da "Loira do Bonfim" foi ressignificada no livro Noiva entre Túmulos, da autora Paloma Bernardino Braga. Inspirada na famosa lenda urbana de Belo Horizonte, a obra dá vida à personagem Amélia, oferecendo uma origem fictícia para a mulher misteriosa e encantadora que teria assombrado o Cemitério do Bonfim.